# Pak Wanso
Pak Wanso (ur. 20 października 1931 w Kaep’ungu, zm. 22 stycznia 2011 w Seulu) – koreańska pisarka.
Ukończyła żeńskie liceum i wstąpiła na Narodowy Uniwersytet Seulski, jednak wybuch wojny koreańskiej zmusił ją do przerwania studiów. W 1970 napisała swoją pierwszą powieść, Namok (Bezlistne drzewo) zawierającą wątki autobiograficzne – wspomnienia przeżyć z okresu wojny koreańskiej. W swoich realistycznych utworach poruszała problemy współczesnej koreańskiej rodziny i pozycji kobiety. Opublikowała m.in. dwutomowy zbiór nowel Matczyna droga (Ŏmma ŭi malttuk, 1980–1981; wyd. pol. 1999); w 1992 w nr 2 pisma „Literatura na świecie” ukazał się polski przekład jej noweli Spotkanie na lotnisku.